# Pliopedia pacifica
Pliopedia pacifica (лат.) — вид вымерших морских млекопитающих из семейства моржовые отряда хищных. Единственный вид рода Pliopedia. Его окаменелости найдены вдоль побережья, ныне ставшего территорией Калифорнии, в слоях конца миоцена. Время существования от 5,332 до 3,6 миллионов лет назад.